# Sibley (Illinois)
Pour les articles homonymes, voir Sibley.
Sibley est un village du comté de Ford dans l'Illinois, aux États-Unis,. Situé au Centre du comté, il est incorporé le 8 mars 1881.

## Démographie
Lors du recensement de 2010, le village comptait une population de 272 habitants. Elle est estimée, en 2016, à 260 habitants.

## Source de la traduction
- (en) Cet article est partiellement ou en totalité issu de l’article de Wikipédia en anglais intitulé « Sibley, Illinois » (voir la liste des auteurs).